# Stevrek Ridge
Stewrek Ridge (englisch; bulgarisch хребет Стеврек chrebet Stewrek) ist ein schmaler, felsiger, 29,9 km langer, 4,1 km breiter und im Rilets Peak 1300 m hoher Gebirgskamm in den Aristotle Mountains an der Oskar-II.-Küste des Grahamlands auf der Antarktischen Halbinsel. Er erstreckt sich vom südwestlichen Teil des Arkovna Ridge in östlicher Richtung bis zum Radovene Point. Der Mapple-Gletscher liegt nördlich, die Sexaginta Prista Bay und die Domlyan Bay östlich sowie der Melville-Gletscher südlich von ihm.
Britische Wissenschaftler kartierten ihn 1976. Die bulgarische Kommission für Antarktische Geographische Namen benannte ihn 2013 nach der Ortschaft Stewrek im Nordosten Bulgariens.